# 北新宿
北新宿（きたしんじゅく）は、東京都新宿区の町名。現行行政地名は北新宿一丁目から北新宿四丁目。住居表示実施済みの地域。

## 地理

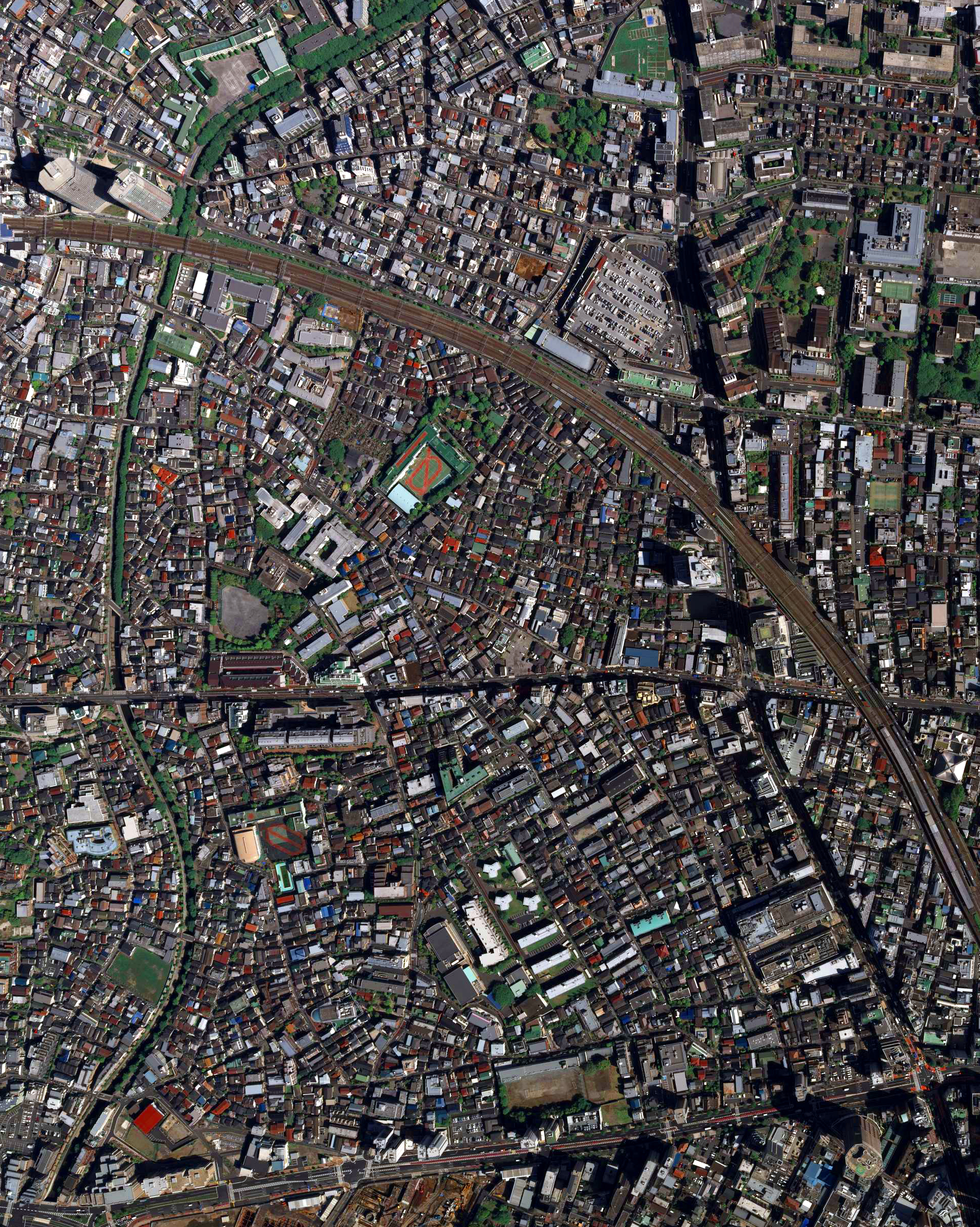
東京都新宿区北新宿の航空写真（2009年4月27日撮影）

北新宿は青梅街道、税務署通り、小滝橋通り、神田川に囲まれており、面積0.90平方キロメートルを占める。新宿区西部に位置する。北西から北にかけて中野区東中野、北東で高田馬場、東で百人町、南で西新宿、南西の道路上の一点で中野区本町、西で中野区中央と隣接する。

### 概要
かつての柏木二～四丁目の全部と五丁目の一部にあたる。古くからの住宅地や中小の商店街が数多く密集しているが、西新宿八丁目・北新宿一・二丁目における税務署通り（東京都道・埼玉県道4号東京所沢線）の整備と併せて、北新宿地区再開発事業が進行中で、2011年5月に高層ビルである新宿フロントタワーが完成した。また隣接する西新宿八丁目地区でも190メートルの高層オフィスビルが建設された（2011年に完成）。

### 河川・橋梁
- 神田川
  - 淀橋（青梅街道） - 徳川3代将軍家光による改名と伝わる。 それ以前は「姿見ずの橋」、「いとま乞いの橋」と呼ばれ、当地の長者がこの橋を渡って財産を隠しに行った帰り、隠し場所が知れるのを恐れて、手伝った下男を殺害し神田川に捨てたことに由来しているという。鷹狩で訪れた家光がこの故事を、「不吉である」として改名を命じたとされる。（その他に諸説あり。「淀橋」の項参照。）
  - 末広橋（大久保通り）
  - 小滝橋（小滝橋通り） - かぐや姫のヒット曲「神田川」は、作詞家喜多条忠が、車でこの橋を通りかかった際、自らの学生時代を想起して作ったという。

### 地価
住宅地の地価は、2025年（令和7年）1月1日の公示地価によれば、北新宿1-27-5の地点で85万6000円/m2、北新宿4-22-16の地点で92万1000円/m2となっている。

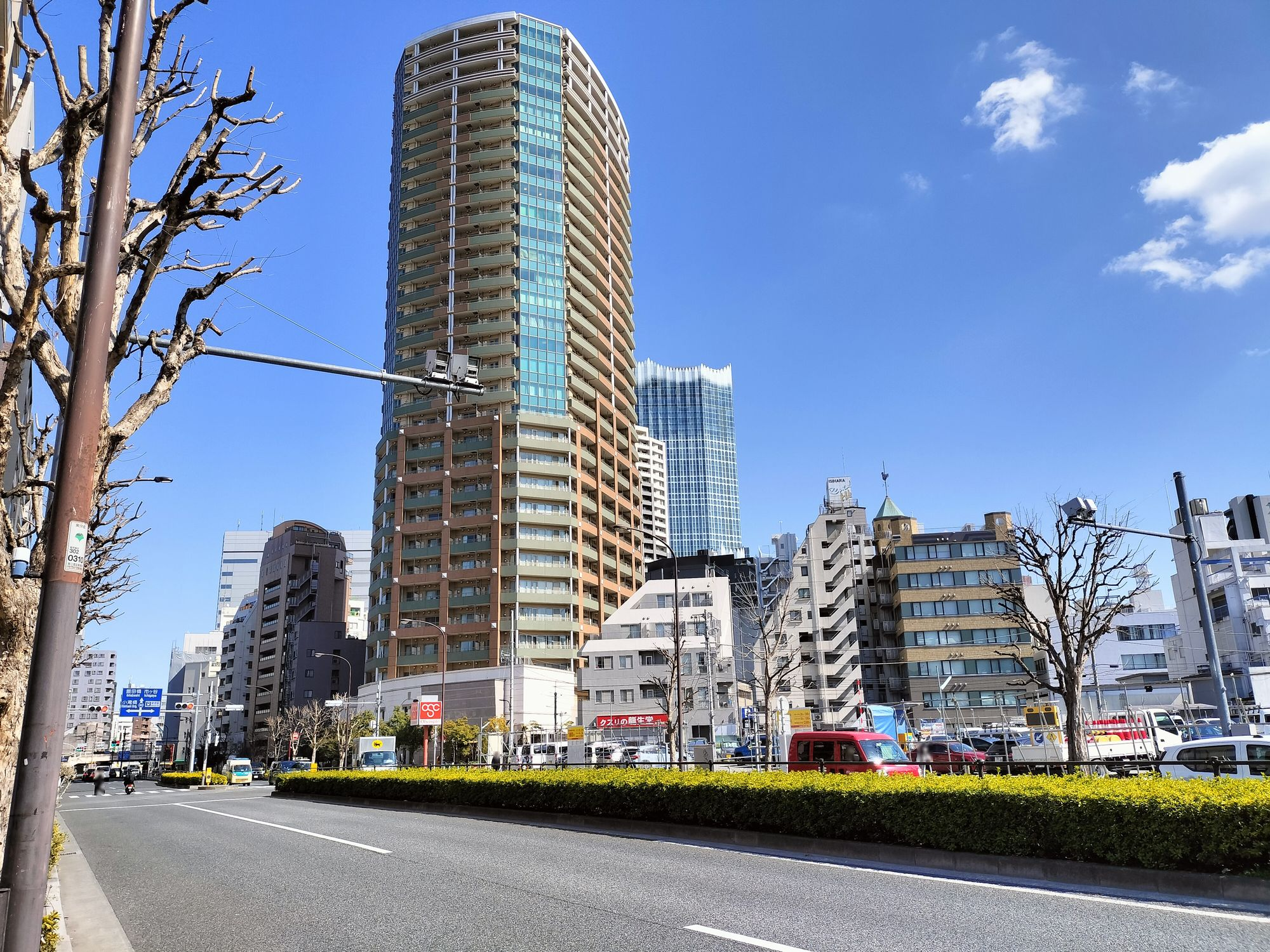
税務署通り

## 歴史

### 沿革
- 1878年11月2日 - 郡区町村編制法施行により南豊島郡柏木村となる。
- 1889年5月1日 - 町村制施行により南豊島郡淀橋町が発足し、淀橋町大字柏木となる。
- 1932年10月1日 - 淀橋町が東京市に編入し、東京市淀橋区が発足する。大字柏木は柏木一 - 五丁目となる。
- 1947年3月15日 - 淀橋区が四谷区・牛込区と合併し、新宿区が発足する。
- 1971年1月1日 - 住居表示が実施され、柏木二 - 四丁目と五丁目の一部が北新宿一 - 四丁目となる（柏木一丁目は現在、西新宿七・八丁目になった）。

## 世帯数と人口
2025年（令和7年）3月1日現在（新宿区発表）の世帯数と人口は以下の通りである。
| 丁目         | 世帯数     | 人口     |
| ------------ | ---------- | -------- |
| 北新宿一丁目 | 5,557世帯  | 7,376人  |
| 北新宿二丁目 | 3,431世帯  | 5,415人  |
| 北新宿三丁目 | 4,962世帯  | 7,049人  |
| 北新宿四丁目 | 4,497世帯  | 6,294人  |
| 計           | 18,447世帯 | 26,134人 |

### 人口の変遷
国勢調査による人口の推移。
| 年                 | 人口   |
| ------------------ | ------ |
| 1995年（平成7年）  | 20,347 |
| 2000年（平成12年） | 21,161 |
| 2005年（平成17年） | 22,248 |
| 2010年（平成22年） | 24,010 |
| 2015年（平成27年） | 25,165 |
| 2020年（令和2年）  | 25,299 |

### 世帯数の変遷
国勢調査による世帯数の推移。
| 年                 | 世帯数 |
| ------------------ | ------ |
| 1995年（平成7年）  | 11,165 |
| 2000年（平成12年） | 12,082 |
| 2005年（平成17年） | 13,117 |
| 2010年（平成22年） | 15,237 |
| 2015年（平成27年） | 16,318 |
| 2020年（令和2年）  | 16,960 |

## 学区
区立小・中学校に通う場合、学区は以下の通りとなる（2018年8月時点）。
| 丁目         | 番地                                              | 小学校                 | 中学校                   |
| ------------ | ------------------------------------------------- | ---------------------- | ------------------------ |
| 北新宿一丁目 | 4～16番 17番11～21号 18番 27～28番                | 新宿区立淀橋第四小学校 | 新宿区立西新宿中学校     |
| 北新宿一丁目 | 1～3番 17番1～10号 17番22～26号 19～26番 29～36番 | 新宿区立柏木小学校     | 新宿区立西新宿中学校     |
| 北新宿二丁目 | 全域                                              | 新宿区立柏木小学校     | 新宿区立西新宿中学校     |
| 北新宿三丁目 | 全域                                              | 新宿区立淀橋第四小学校 | 新宿区立新宿西戸山中学校 |
| 北新宿四丁目 | 全域                                              | 新宿区立淀橋第四小学校 | 新宿区立新宿西戸山中学校 |

## 事業所
2021年（令和3年）現在の経済センサス調査による事業所数と従業員数は以下の通りである。
| 丁目         | 事業所数  | 従業員数 |
| ------------ | --------- | -------- |
| 北新宿一丁目 | 245事業所 | 2,907人  |
| 北新宿二丁目 | 129事業所 | 6,174人  |
| 北新宿三丁目 | 142事業所 | 969人    |
| 北新宿四丁目 | 252事業所 | 3,059人  |
| 計           | 768事業所 | 13,109人 |

### 事業者数の変遷
経済センサスによる事業所数の推移。
| 年                 | 事業者数 |
| ------------------ | -------- |
| 2016年（平成28年） | 759      |
| 2021年（令和3年）  | 768      |

### 従業員数の変遷
経済センサスによる従業員数の推移。
| 年                 | 従業員数 |
| ------------------ | -------- |
| 2016年（平成28年） | 12,348   |
| 2021年（令和3年）  | 13,109   |

## 施設
公共施設
- 新宿税務署
- 東京法務局新宿出張所
- 東京都中央卸売市場淀橋市場
- 東京消防庁新宿消防署
- 東京都子供家庭総合センター
- 東京都教育庁東京都教育相談センター
- 新宿区柏木特別出張所
- 北新宿生涯学習館
- 新宿区立柏木小学校
- 新宿区立淀橋第四小学校
- 新宿区立北新宿図書館
- 北新宿公園（1928年から75年まで存在していた東京薬科大学の跡地に位置する。）
- 柏木どんぐり公園
- 北新宿三郵便局
- 武田裁縫高等学校がかつて柏木3丁目にあった。
- 東京商科学院新宿専門学校がかつて存在していた。（跡地はヨハン早稲田キリスト教会になっている。）[16]

宗教施設
- 鎧神社 - 名称は、日本武尊が東征のおり、甲冑をこの地に納めたことに由来するという。平将門滅亡後、その鎧もこの地に埋められたと伝えられる。
- 円照寺
- 日本キリスト教会柏木教会
- ヨハン早稲田キリスト教会

## ゆかりの人物
- 6代目三遊亭圓生 - 当地に住んでいたため「柏木の師匠」と呼ばれていた。
- 渡哲也 - 俳優。当時大学に通う為に下宿していた。
- 鈴木寛 - 元ジャニーズジュニアで三遊亭円生の孫にあたる。新宿区立淀橋中学に在籍。当地に居住していた。
- 乾貴美子 - タレント。当地に居住。
- 篠山紀信 - 写真家（東京市淀橋区柏木出身）
- 鹿野忠雄 - 博物学者・探検家（東京市淀橋区柏木出身）
- さまぁ〜ず - お笑い芸人。テレビ東京系「モヤモヤさまぁ〜ず2」の第1回目の撮影地となった。その後、番組の聖地として扱われアシスタント交代時など定期的に北新宿でロケが行われている。
- 漢 a.k.a. GAMI - ラッパー（北新宿三丁目出身）
- 山内多門 - 日本画家。東京市淀橋区柏木四丁目に居住し、死後その邸宅を大原社会問題研究所が使用した。

## 北新宿を舞台とした作品
映画「容疑者 室井慎次」は、新宿北警察署（架空）管内が舞台となっているが、現実の北新宿地区をイメージした設定ではなく、北新宿で撮影された様子はない（実際に北新宿を管轄する警察署は、新宿警察署）。

## その他

### 日本郵便
- 郵便番号 : 169-0074[3]（集配局 : 新宿北郵便局[17]）。